# ترپیک
ترپیک (به چکی: Trpík) یک منطقهٔ مسکونی در جمهوری چک است که در شهرستان اوستی ناد اورلیتسی واقع شده‌است. ترپیک ۳٫۵۸ کیلومتر مربع مساحت و ۸۱ نفر جمعیت دارد و ۳۶۸ متر بالاتر از سطح دریا واقع شده‌است.